# Jacob Veldhuyzen van Zanten

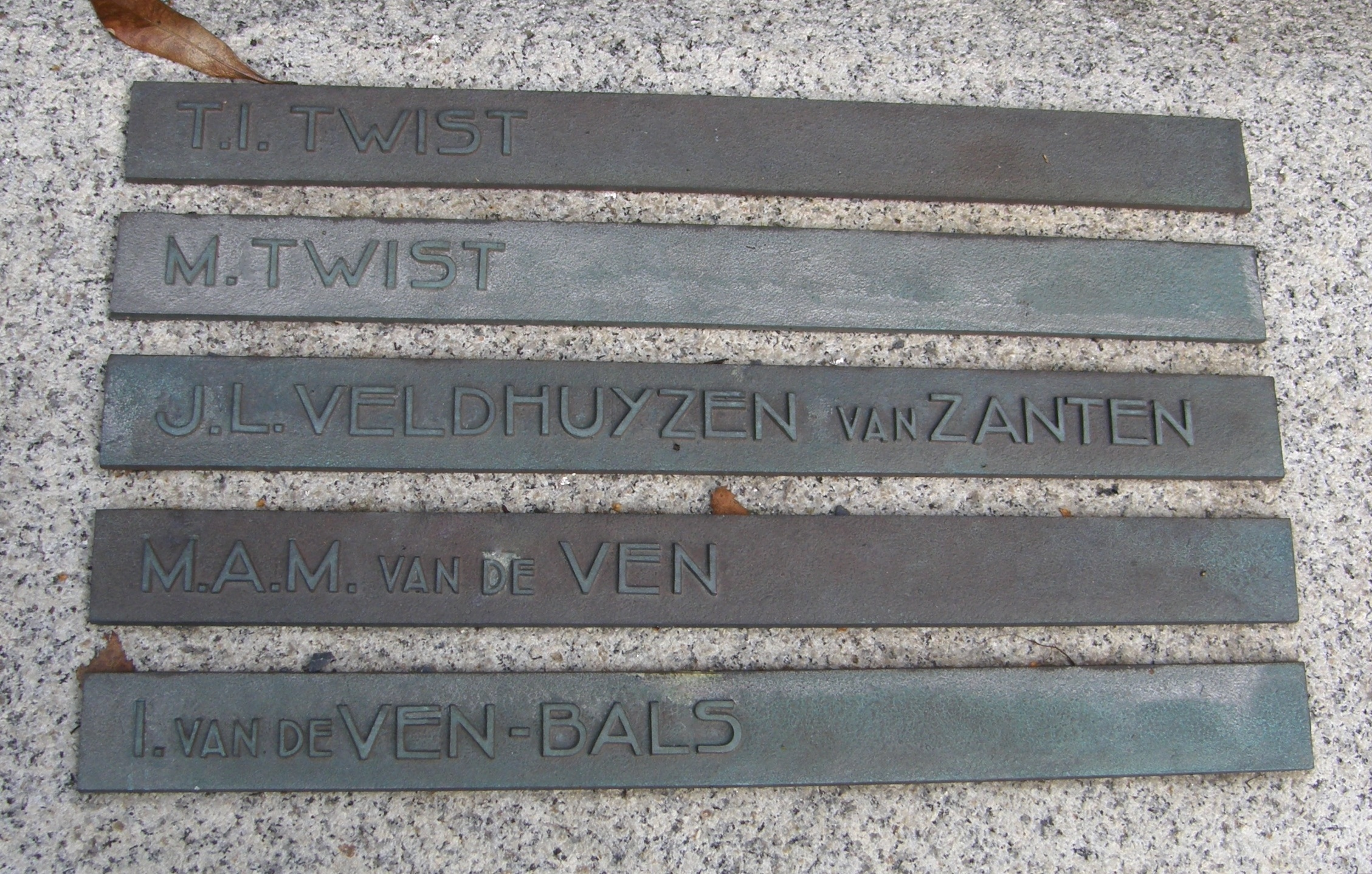
Nagrobek Jacoba Veldhuyzena van Zantena w Niderlandach.

Jacob Louis Veldhuyzen van Zanten (ur. 5 lutego 1927 w Lisse koło Amsterdamu, zm. 27 marca 1977 w San Cristóbal de La Laguna na Teneryfie) – holenderski pilot.
Veldhuyzen van Zanten był dowódcą załogi samolotu Boeing 747 Rijn linii KLM, podczas lotu nr 4805, w czasie którego doszło do największej pod względem liczby zabitych katastrofy w historii lotnictwa.
Pracował w liniach KLM od 1950. Był najbardziej doświadczonym pilotem w tych liniach lotniczych z nalotem przekraczającym 11 700 godzin. Do momentu katastrofy na Teneryfie pełnił funkcję pilota-instruktora. Prawie wszyscy piloci KLM dowodzący samolotami typu Boeing 747 w roku 1977 byli wyszkoleni przez van Zantena. Był postacią popularną, często prezentowany w magazynach pokładowych dla pasażerów i w wydawnictwach wewnętrznych dla pracowników. Z tego powodu miał nawet nieformalny pseudonim Mr. KLM.
27 marca 1977 van Zanten dowodził lotem nr 4805 z Amsterdamu do Las Palmas de Gran Canaria. Z powodu alarmu bombowego pierwotny port przeznaczenia został zmieniony na Port lotniczy Aeropuerto de Tenerife Norte (Los Rodeos). Po tymczasowym pobycie na lotnisku, podczas procedury odlotu przedwcześnie zadecydował o starcie, co doprowadziło do zderzenia na drodze startowej z kołującym na niej samolotem Boeing 747 Clipper Victor linii Pan Am. W następstwie zderzenia zginęły 583 osoby (wszyscy na pokładzie samolotu KLM i większość na pokładzie samolotu PanAm), a rannych zostało 61.
Gdy do centrali KLM dotarły pierwsze informacje o katastrofie, kierownictwo linii – nieświadome, kto pilotował samolot KLM – zadecydowało o wysłaniu Veldhuyzena van Zantena na miejsce wypadku, aby uczestniczył w dochodzeniu powypadkowym.